# شهروز نباتی
شهروز نباتی عکاس ایرانی معاصر، متولد ۱۳۵۲، تهران.
وی فارغ‌التحصیل رایانه گرایش نرم‌افزار از ایران می‌باشد و به زبان‌های انگلیسی و فرانسوی مسلط می‌باشد. وی یکی از ۱۵ عضو ایرانی انجمن مطالعات نسخ خطی اسلامی انگلستان می‌باشد.

## آغاز کار عکاسی
وی از سال ۱۳۷۹ با عکاسی از بناهای تاریخی و معماری ایران کار عکاسی را شروع کرد. در سال‌های بعد با سفر به کشورهای مختلف دنیا و عکاسی از آن کشورها، سعی در نشان دادن فرهنگ و رسوم آن ملل در ایران نمود که حاصل این تلاش نمایشگاه‌های متعددی بود که در ایران بر پا نمود.
مجموعه عکس کشورهای زیر در کارنامه وی دیده می‌شود:
ایران، آلمان، فرانسه، ایتالیا، انگلستان، تایلند، امارات متحده عربی، عربستان، سوریه و هندوستان. وی بیش از ۵۰۰۰ عکس را در اینترنت منتشر نموده‌است. برخی از عکسهای وی در روزنامه و مجلات به چاپ رسیده‌اند.
وی در سال ۲۰۰۲ با شرکت در کارناوال ونیز و عکاسی از این رخداد، آن را برای اولین بار به صورت مصور در ایران معرفی نمود.
وی در سال‌های اخیر به عکاسی از تئاتر ایران روی آورده‌است. نام برخی از تئاترهای عکاسی شده به این شرح است: بیژن و منیژه کار محمود عزیزی. زمین و چرخ  کار زهرا صبری. اتلو شاهکار شکسپیر. مرغ دریایی اثر چخوف. خاندان چن چی . نقاشی با شبنم (Painted in Snow) گروه تئاتر صربستانی. پسر طلاها (the sunshine boys). خدای کشتار نوشته یاسمینا رضا و کار علیرضا کوشک جلالی. سیر روز در شب نوشته یوجین اونیل و کار اکبر زنجانپور. کرگدن شاهکار اوژن یونسکو.

## نمایشگاه‌ها
- دانشگاه تهران - دانشکده علوم اجتماعی (گروهی- موضوع: تقابل سنت و مدرنیته در تهران)
- نگارخانه شیث ۲ بار (انفرادی – موضوع: بار اول ونیز و بار دوم پاریس)
- نگارخانه لاله (انفرادی – موضوع: ماسک‌ها)
- خانه هنرمندان ایران (گروهی- موضوع: بم)
- نگارخانه لاله (گروهی- موضوع: بم)
- دانشگاه مازندران (بابلسر) – دانشکده علوم اجتماعی (گروهی - موضوع: تقابل سنت و مدرنیته در تهران)
- شهر کتاب میرداماد (انفرادی- موضوع: ونیز)
- نگارخانه کمال الملک (انفرادی- موضوع: پاریس)

## آثار
کتاب افلاطونیات
- معرفی کتاب در سایت آفتاب[پیوند مرده]
- معرفی کتاب در سایت آدینه بوک
- معرفی کتاب در سایت خانه کتاب[پیوند مرده]